# Lathosea pulla
Lathosea pulla là một loài bướm đêm trong họ Noctuidae.